# Amore che vieni, amore che vai
Amore che vieni, amore che vai è una canzone scritta da Fabrizio De André; fu pubblicata per la prima volta nell'aprile del 1966, come lato B, nel 45 giri Geordie/Amore che vieni, amore che vai; fu successivamente pubblicata lo stesso anno nell'album Tutto Fabrizio De André.

## Contenuto e ispirazione
Il tema dell'amore, in tutte le sue forme, è uno dei più presenti nelle canzoni di De André. Ne La canzone di Marinella si parla di un amore immaginato e mai realizzato, ne La canzone dell'amore perduto l'artista racconta di un amore ormai finito.
In Amore che vieni, amore che vai si parla della caducità del sentimento e della mutevolezza dell'amore, della sua contraddittorietà:

## Cover
- 1999: Franco Battiato, nell'album Fleurs.
- 2003: Franco Battiato, nell'album Faber, amico fragile.
- 2006: Claudio Baglioni, nell'album Quelli degli altri tutti qui.
- 2013: Diodato, nell'album E forse sono pazzo.
- 2016 il 3 marzo al Teatro Bonifazio Asioli di Correggio (RE) Cristina Donà, in omaggio a Fabrizio De André e alle donne delle sue canzoni, presenta il progetto dal vivo "Amore che vieni amore che vai". Esegue il brano accompagnata da Rita Marcotulli, Saverio Lanza, Enzo Pietropaoli, Fabrizio Bosso, Javier Girotto, Cristiano Calcagnile[4].
- 2017: Caufren.
- 2019: Ex-Otago, nell'album tributo collettivo Faber nostrum.
- 2024: Diodato al Festival di Sanremo nella serata dedicata alle cover insieme a Jack Savoretti. La cover è inserita nel disco Ho acceso un fuoco.

## Nel cinema
La canzone ha ispirato il film del 2008 Amore che vieni, amore che vai diretto da Daniele Costantini.
Nel film del 2013 Anni felici di Daniele Luchetti nella colonna sonora c'è il brano eseguito da Diodato.